# Areszt Śledczy w Elblągu
Areszt śledczy w Elblągu powstał w roku 1903. Podczas wojny pełnił również funkcje więzienia. W roku 1945 nazwę zmieniono na Areszt Śledczy. Do dzisiaj znajduje się on przy Okręgowym Sądzie w Elblągu przy ulicy 1-go Maja. Według danych z 2005 roku ilość miejsc nie przekraczała 330. Obecnie w Areszcie karę odbywają skazani młodociani oraz odbywający karę po raz pierwszy. W wydzielonym oddziale terapeutycznym karę odbywają recydywiści penitencjarni uzależnieni od środków psychoaktywnych lub substancji psychotropowych.